# 西方寺 (桐生市)
西方寺（さいほうじ） は、群馬県桐生市梅田町にある臨済宗建長寺派の寺院である。山号は梅田山。本尊は阿弥陀如来。
桐生氏の菩提寺であり、桐生氏累代の墓は、桐生市の史跡となっている。桐生七福神（布袋尊）。

## 歴史
安貞元年（1227年）に、実信房蓮生（宇都宮頼綱）により、阿弥陀堂として建立されたことに始まる。観応元年（1350年）、桐生国綱によって浄土宗宝樹山西方寺となり、明徳3年（1392年）、桐生豊綱の代に臨済宗に改められる。

## 境内
- 本堂
阿弥陀如来を祀る。木造阿弥陀如来像は、鎌倉時代の作と伝わり、県の重要文化財である。
- 石造十三重塔（桐生塔）
高さ20m。石造の塔としては日本有数の高さである。